# FoodDrinkEurope
FoodDrinkEurope ist der europäische Dachverband der Lebensmittelindustrie und ihrer Branchenzweige in der Europäischen Union mit Sitz in Brüssel.

## Geschichte
Der Verband wurde im Jahr 1982 als Confédération des Industries Agro-Alimentaires de l’UE, kurz CIAA gegründet und im Juni 2011 in FoodDrinkEurope umbenannt.

## Mitglieder
Die Mitglieder von FoodDrinkEurope setzen sich aus 24 nationalen Dachverbänden, 2 Beobachtern (Nicht-EU-Mitglieder), 27 europäischen Branchenverbänden und 22 Großunternehmen der Lebensmittel- und der Getränkeindustrie zusammen. Für Deutschland ist der Lebensmittelverband Deutschland Mitglied, gemeinsam mit der Bundesvereinigung der Deutschen Ernährungsindustrie; für Österreich der Fachverband der Nahrungs- und Genussmittelindustrie (Lebensmittelindustrie) der Wirtschaftskammer Österreich.